# Love Jones
Love Jones est un groupe américain, originaire de Louisville, dans le Kentucky, actif entre 1990 et 2019.

## Histoire
Love Jones fait partie des groupes de la « Cocktail Nation » du début des années 1990. Ce genre — qui comprenait Combustible Edison, The Cocktails et Donkey — est une réaction au grunge du début des années 1990. Les groupes de la Cocktail Nation célébraient l'esthétique et la musique des années 1950 et du début des années 1960 — jazz lounge, pop et martinis. Love Jones jouait toute sorte de musique pop qui correspondait à cette étiquette : pop, blues, RnB, bossa nova, et doo-wop.
Love Jones se forme à Louisville, dans le Kentucky, en 1990, aux côtés de groupes comme Slint et Palace Brothers, démontrant ainsi la diversité de la scène musicale locale. En 1992, Love Jones s'installe à Los Angeles et organise une résidence hebdomadaire le jeudi soir dans la boîte de nuit Largo. En 1992, Love Jones signe avec Zoo Entertainment/BMG, peu après avoir sorti un single sur Minty Fresh Records. Le groupe est d'abord porté à l'attention de Zoo Entertainment/BMG par le guitariste Adam Jones du groupe Tool, qui travaillait pour le label à l'époque. Le groupe contribue finalement à la chanson cachée Santa Monica and Orange sur le premier album de Love Jones pour Zoo, Here's to the Losers (1993).
Le groupe se effectue son dernier concert en 2019.

## Impact
La chanson phare de Love Jones, Paid for Lovin', est reprise dans le film Swingers après que le groupe ait développé une relation avec Jon Favreau et Vince Vaughn, qui assistaient fréquemment aux concerts de Love Jones,. Barry Thomas, bassiste de Love Jones, est consultant musical sur Swingers.
En plus de ses enregistrements et de ses concerts, Love Jones apparaît dans les films Since You've Been Gone réalisés par David Schwimmer et French Exit avec Jonathan Silverman et Mädchen Amick. Ils apparaissent également dans le film Allumeuses ! de Cameron Diaz, sorti en 2002, en tant qu'orchestre de mariage.

## Discographie
- 1993 : I Like Young Girls b/w Lil' Black Book (single)
- 1993 : Here's To The Losers
- 1995 : Powerful Pain Relief
- 1995 : Love Jones - Live In Hollywood
- 1996 : Paid for Loving (bande-son de Swingers)  Or[10]
- 2010 : Forever...
- 2018 : Here's to the Losers (vinyle spécial 25 ans du groupe)